# Holomorficzność nieskończeniewymiarowa
Holomorficzność nieskończeniewymiarowa – dział analizy funkcjonalnej, gałęzi matematyki badający uogólnienia funkcji holomorficznych na funkcje określone na zespolonych przestrzeniach Banacha (lub ogólniej: przestrzeniach Frécheta), najczęściej nieskończonego wymiaru, i przyjmujące w nich wartości. Można uważać ją za część nieliniowej analizy funkcjonalnej.

## Funkcje holomorficzne o wartościach wektorowych na płaszczyźnie zespolonej
Pierwszym krokiem w rozszerzaniu teorii funkcji holomorficznych na więcej niż jeden wymiar zespolony jest rozważanie tzw. funkcji holomorficznych o wartościach wektorowych, które nadal są określone na płaszczyźnie zespolonej {\displaystyle \mathbb {C} ,} lecz przyjmują wartości w przestrzeniach Banacha. Tego rodzaju funkcje są istotne na przykład podczas budowania holomorficznej analizy funkcjonalnej (ang. holomorphic functional calculus) dla ograniczonych operatorów liniowych.
Funkcję {\displaystyle f\colon U\to X} określoną na podzbiorze otwartym {\displaystyle U} płaszczyzny zespolonej o wartościach w zespolonej przestrzeni Banacha {\displaystyle X} nazywa się holomorficzną, jeżeli jest różniczkowalna w sensie zespolonym, tzn. dla każdego punktu {\displaystyle z\in U} istnieje granica
{\displaystyle f'(z)=\lim _{\zeta \to z}~{\frac {f(\zeta )-f(z)}{\zeta -z}}.}
Całkę krzywoliniową funkcji holomorficznej {\displaystyle f\colon U\to X} o wartościach wektorowych wzdłuż krzywej prostowalnej {\displaystyle \gamma \colon [a,b]\to U} można zdefiniować w dokładnie ten sam sposób, co dla funkcji holomorficznych o wartościach zespolonych – jako granicę sum postaci
{\displaystyle \sum _{1\leqslant k\leqslant n}f(\gamma (t_{k}))(\gamma (t_{k})-\gamma (t_{k-1})),}
gdzie {\displaystyle a=t_{0}<t_{1}<\dots <t_{n}=b} jest podziałem przedziału {\displaystyle [a,b],} przy długościach podziałów dążących do zera.
Sprawdza się, że twierdzenie podstawowe Cauchy’ego zachodzi również dla funkcji holomorficznych o wartościach wektorowych. Istotnie, jeżeli {\displaystyle f\colon U\to X} jest taką funkcją i {\displaystyle T\colon X\to \mathbb {C} } jest ograniczonym operatorem liniowym, to można wykazać, iż
{\displaystyle T\left(\int _{\gamma }f(z)\,\operatorname {d} z\right)=\int _{\gamma }(T\circ f)(z)\,\operatorname {d} z.}
Więcej, złożenie funkcji {\displaystyle T\circ f\colon U\to \mathbb {C} } jest funkcją holomorficzną o wartościach zespolonych, stąd dla krzywej zwykłej zamkniętej, której wnętrze zawiera się w {\displaystyle U,} całka po prawej stronie jest równa zeru z klasycznego twierdzenia podstawowego Cauchy’ego. Zatem, ponieważ {\displaystyle T} jest dowolny, to z twierdzenia Hahna-Banacha wynika, że
{\displaystyle \int _{\gamma }f(z)\,\operatorname {d} z=0,}
co kończy dowód twierdzenia podstawowego Cauchy’ego w przypadku funkcji o wartościach wektorowych.
Za pomocą tego silnego narzędzia można dowieść wzoru całkowego Cauchy’ego oraz tego, tak jak w przypadku klasycznym, że każda funkcja holomorficzna o wartościach wektorowych jest analityczna.
Użytecznym kryterium na holomorficzność funkcji {\displaystyle f\colon U\to X} jest, że {\displaystyle T\circ f\colon U\to \mathbb {C} } jest funkcją holomorficzną o wartościach wektorowych dla każdego ciągłego funkcjonału liniowego {\displaystyle T\colon X\to \mathbb {C} .} Taka funkcja {\displaystyle f} jest słabo holomorficzna. Można wykazać, że funkcja określona na otwartym podzbiorze płaszczyzny zespolonej o wartościach w przestrzeni Frécheta jest holomorficzna wtedy i tylko wtedy, gdy jest słabo holomorficzna.

## Funkcje holomorficzne między przestrzeniami Banacha
Ogólniej, dla danych dwóch przestrzeni Banacha {\displaystyle X} i {\displaystyle Y} nad liczbami zespolonymi i zbioru otwartego {\displaystyle U} w {\displaystyle X} funkcję {\displaystyle f\colon U\to Y} nazywa się holomorficzną, jeżeli w każdym punkcie {\displaystyle U} istnieje pochodna Frécheta funkcji {\displaystyle f.} W tym ogólniejszym kontekście również można pokazać, że funkcja holomorficzna także jest analityczna, tzn. może być lokalnie rozwinięta w szereg potęgowy. Nie jest jednak już prawdą, że jeżeli funkcja jest określona i holomorficzna w pewnej kuli, to szereg potęgowy wokół środka tej kuli jest zbieżny w całej kuli; np. istnieją funkcje holomorficzne określone na całej przestrzeni o skończonym promieniu zbieżności.

## Funkcje holomorficzne między przestrzeniami liniowo-topologicznymi
W pełnej ogólności, dla danych dwóch przestrzeni liniowo-topologicznych {\displaystyle X} i {\displaystyle Y} nad liczbami zespolonymi i zbioru otwartego {\displaystyle U} w {\displaystyle X} istnieje wiele sposobów definiowania holomorficzności funkcji {\displaystyle f\colon U\to Y.} W przeciwieństwie do przypadku skończeniewymiarowego, gdy {\displaystyle X} oraz {\displaystyle Y} są nieskończonego wymiaru, własności funkcji holomorficznych mogą zależeć od wybranej definicji. Aby ograniczyć liczbę rozważanych przypadków omówiona zostanie holomorficzność w przypadku, gdy {\displaystyle X} i {\displaystyle Y} są lokalnie wypukłe.
Sekcja ta przedstawia listę definicji pojęcia od najsłabszego do najsilniejszego. Kończy się ona dyskusją na temat niektórych twierdzeń wiążących wspomniane definicje, gdy przestrzenie {\displaystyle X} i {\displaystyle Y} spełniają pewne dodatkowe warunki.

### Holomorficzność w sensie Gâteaux
Holomorficzność Gâteaux jest bezpośrednim uogólnieniem słabej holomorficzności na w pełni nieskończeniewymiarowy przypadek.
Niech {\displaystyle X} i {\displaystyle Y} będą przestrzeniami liniowo-topologicznymi lokalnie wypukłymi, a {\displaystyle U\subseteq X} będzie zbiorem otwartym. Funkcja {\displaystyle f\colon U\to Y} jest holomorficzna w sensie Gâteaux, jeżeli dla dowolnych {\displaystyle a\in U} oraz {\displaystyle b\in X} i każdego ciągłego funkcjonału liniowego {\displaystyle \varphi } określonego na {\displaystyle Y} funkcja
{\displaystyle f_{\phi }(z)=\phi \circ f(a+zb)}
jest funkcją holomorficzną zmiennej {\displaystyle z} w otoczeniu {\displaystyle z=0.} Zbiór funkcji holomorficznych w sensie Gâteaux oznacza się symbolem {\displaystyle \operatorname {H_{G}} (U,Y).}
W analizie funkcji holomorficznych w sensie Gâteaux wszystkie własności skończeniewymiarowych funkcji holomorficznych są spełnione na podprzestrzeniach {\displaystyle X} skończonego wymiaru. Jednak, tak jak w zwykłej analizie funkcjonalnej, własności te mogą nie składać się w sposób jednorodny w całość, by dać jakiekolwiek odpowiadające im własności tych funkcji na pełnych zbiorach otwartych.
Przykłady
- Jeżeli {\displaystyle f} jest określona na {\displaystyle U,} to ma ona pochodne Gâteaux wszystkich rzędów, ponieważ dla {\displaystyle x\in U} oraz {\displaystyle h_{1},\dots ,h_{k}\in X} pochodna Gâteaux {\displaystyle k}-tego rzędu {\displaystyle \operatorname {D} ^{k}f(x)\{h_{1},\dots ,h_{k}\}} zawiera wyłącznie iterowane pochodne kierunkowe w kierunkach otoczki {\displaystyle h_{i},} która jest przestrzenią skończenie wymiarową. W tym przypadku iterowane pochodne Gâteaux są wieloliniowe względem {\displaystyle h_{i},} ale w ogólności nie są one liniowe, gdy rozważa się je jako określone na całej przestrzeni {\displaystyle X.}

- Więcej, obowiązuje wersja twierdzenia Taylora:
{\displaystyle f(x+y)=\sum _{n=0}^{\infty }{\frac {1}{n!}}{\widehat {\operatorname {D} }}^{n}f(x)(y).}

Symbol {\displaystyle {\widehat {\operatorname {D} }}^{n}f(x)(y)} oznacza wielomian jednorodny stopnia {\displaystyle n} zmiennej {\displaystyle y} związanej z operatorem wieloliniowym {\displaystyle \operatorname {D} ^{n}f(x).} Zbieżność tego szeregu nie jest jednostajna: jeżeli {\displaystyle V\subseteq X} jest ustaloną podprzestrzenią skończonego wymiaru, to szereg zbiega jednostajnie na dowolnie małych otoczeniach {\displaystyle 0\in Y,} jednak jeżeli {\displaystyle V} może być zmienna, to nie ma zbieżności – nie będzie jej w ogólności, o ile zezwoli się na tę zależność. Stoi to w całkowitej sprzeczności z przypadkiem skończeniewymiarowym.
- dla funkcji holomorficznych w sensie Gâteaux zachodzi twierdzenie Hartoga w następującym sensie:

Jeżeli {\displaystyle f\colon (U\subseteq X_{1})\times (V\subseteq X_{2})\to Y} jest funkcją, która jest holomorficzna w sensie Gâteaux oddzielnie ze względu na każdy z jej argumentów, to wtedy {\displaystyle f} jest holomorficzna w sensie Gâteaux na przestrzeni produktowej.

### Hipoanalityczność
Funkcja {\displaystyle f\colon (U\subseteq X)\to Y} jest hipoanalityczna (ang. hypoanalytic), jeżeli {\displaystyle f\in \operatorname {H_{G}} (U,Y)} oraz {\displaystyle f} jest ciągła na warunkowo zwartych podzbiorach {\displaystyle U.}

### Holomorficzność
Funkcja {\displaystyle f\in \operatorname {H_{G}} (U,Y)} jest holomorficzna, jeżeli dla każdego {\displaystyle x\in U} rozwinięcie w szereg Taylora
{\displaystyle f(x+y)=\sum _{n=0}^{\infty }{\frac {1}{n!}}{\widehat {\operatorname {D} }}^{n}f(x)(y)}
(którego istnienie wynika już z holomorficzności w sensie Gâteaux) jest zbieżne i ciągłe względem {\displaystyle y} w otoczeniu {\displaystyle 0\in X.} Holomorficzność łączy więc pojęcia słabej holomorficzności ze zbieżnością rozwinięcia w szereg potęgowy. Zbiór funkcji holomorficznych oznacza się symbolem {\displaystyle \operatorname {H} (U,Y).}

### Holomorficzność lokalnie ograniczona
O funkcji {\displaystyle f\colon (U\subseteq X)\to Y} mówi się, że jest lokalnie ograniczona, jeżeli każdy punkt {\displaystyle U} ma otoczenie, którego obraz względem {\displaystyle f} jest ograniczony w {\displaystyle Y.} Jeżeli {\displaystyle f} jest dodatkowo holomorficzna w sensie Gâteaux na {\displaystyle U,} to {\displaystyle f} jest lokalnie ograniczenie holomorficzna (ang. locally bounded holomorphic), co oznacza się {\displaystyle f\in \operatorname {H_{LB}} (U,Y).}